# イオン銅座店
イオン銅座店（イオンどうざてん）は、かつて長崎県長崎市銅座町に存在した大型商業施設（ショッピングセンター）である。ダイエー時代の店番号は0471。

## 概要
建物は地上4階・地下1階建て。開業当初は、「丸栄→ユニード長崎店」として運営していた。ユニードがダイエーグループ入りしてからは、「ショッパーズ長崎」の店舗名で運営していたが、1994年（平成6年）4月、ユニードがダイエーに合併されてからはダイエーの直営となり、ダイエー長崎店（現：イオン長崎店）との重複を避けるため「ダイエー銅座店」に店舗名を変更した。
2015年（平成27年）9月1日にイオン九州に同店の営業権が承継され「イオン銅座店」となった。
2017年（平成29年）2月28日、建物老朽化を理由に閉店。丸栄時代から加算して47年間の歴史に幕を下ろした。
店舗は解体の上、カンデオ・ホスピタリティ・マネジメントが運営する「カンデオホテルズ長崎新地中華街」が建設され、2020年（令和2年）3月16日に開業した。

## フロア構造
| 階      | フロア概要                                    |
| ------- | --------------------------------------------- |
| 3階     | メンズ・インテリア寝具・100円ショップのフロア |
| 2階     | レディスのフロア                              |
| 1階     | 生活用品のフロア                              |
| 地下1階 | 食品のフロア                                  |

かつて4階はブック・ゲーム・催事のフロアが置かれていたが、2012年2月末をもって閉鎖された。

## テナント
出店全店舗の一覧は公式サイト「フロアガイド」を参照。

## アクセス
- 長崎電気軌道本線築町停留場（現・新地中華街停留場）より徒歩2分